# The Past and Now
The Past and Now és un àlbum recopilatori de la banda finlandesa de power metal Stratovarius. Va ser editat el 24 de juliol de 1997 per la discogràfica Victor i distribuït al mercat japonès.
La cançó "Fire Dance Suite" va ser originalment composta per Timo Tolkki el 1986 com una de les noves cançons de Stratovarius, malgrat que finalment va ser inclosa en el seu àlbum en solitari de 1994 Classical Variations and Themes.

## Llista de cançons
| Núm. | Títol                                                                 | Durada |
| ---- | --------------------------------------------------------------------- | ------ |
| 1.   | «The Hands of Time» (de Twilight Time)                                | 5:36   |
| 2.   | «Future Shock» (de Fright Night)                                      | 4:34   |
| 3.   | «Twilight Time» (de Twilight Time)                                    | 5:51   |
| 4.   | «Chasing Shadows» (de Dreamspace)                                     | 4:35   |
| 5.   | «Dreamspace» (de Dreamspace)                                          | 5:58   |
| 6.   | «Fire Dance Suite» (de Timo Tolkki's Classical Variations and Themes) | 4:58   |
| 7.   | «Against the Wind» (de Fourth Dimension)                              | 3:49   |
| 8.   | «Twilight Symphony» (de Fourth Dimension)                             | 7:00   |
| 9.   | «Will the Sun Rise?» (d'Episode)                                      | 5:07   |
| 10.  | «Forever» (d'Episode)                                                 | 3:08   |
| 11.  | «Black Diamond» (de Visions)                                          | 5:45   |
| 12.  | «The Kiss of Judas» (de Visions)                                      | 5:56   |

## Crèdits
- Timo Kotipelto - Veu principal (pistes 7-12)
- Timo Tolkki - Guitarres (pistes 1-12) Veu principal (pistes 1-6), baix elèctric (pistes 1,3)
- Jari Kainulainen - Baix elèctric (pistes 4-12)
- Jyrki Lentonen - Baix elèctric (pista 2)
- Jens Johansson - Teclats (pistes 9-12)
- Antti Ikonen - Teclats (pistes 1-8)
- Jörg Michael - Bateria (pistes 9-12)
- Tuomo Lassila - Bateria (pistes 1-8)